# سافيل رو
سافيل رو (بالإنجليزية: Savile Row)‏ وتنطق (/ˌsævɪl ˈroʊ/) هو شارع في مايفير، وسط لندن. يشتهر الشارع أساسًا بمحلات الخياطة التقليدية المخصصة للرجال، وله تاريخ متنوع شمل استيعاب مقر الجمعية الجغرافية الملكية، حيث تم التخطيط لاستكشافات بريطانية مهمة لأفريقيا والقطب الجنوبي؛ ومؤخراً مكتب آبل لفرقة البيتلز، حيث أقيم الأداء الحي الأخير للفرقة على سطح المبنى.
كان اسمه في الأصل شارع سافيل، وقد تم بناؤه بين عامي 1731 و1735 كجزء من تطوير بيرلينجتون العقارية. تم تصميمه تحت تأثير تفسير بيرلينجتون وهي العمارة البالادية، والمعروفة باسم «بيرلينجتونيان». دانيال جاريت، كان المهندس الرئيسي - على الرغم من أن 1 و 22-23 سافيل رو صممها وليام كينت. في البداية، كان الشارع يسكنه ضباط الجيش وزوجاتهم. فيما بعد كان ويليام بيت الأصغر والكاتب المسرحي والنائب ريتشارد برينسلي شيريدان من أصول إيرلندية.
بدأ الخياطون في ممارسة الأعمال التجارية في المنطقة في أواخر القرن الثامن عشر. أولاً في شارع كورك حوالي عام 1790، ثم بحلول عام 1803 في سافيل رو نفسها. في عام 1846 افتتح هنري بول الذي يُنسب إليه الفضل لاحقًا باعتباره مبتكر سترة العشاء أو البدلة الرسمية، مدخلًا إلى سافيل رو من مكان الخياطة الخاص به في شارع برلنغتون القديمة. تأسست في عام 1849 من قبل هنري هانتسمان ثم انتقل إلى رقم 11 مع انتهاء الحرب في عام 1919. خلال الحرب العالمية الأولى، كان هانتسمان مصممًا للجيش، وأنتج زيًا رسميًا للضباط البريطانيين طوال فترة الصراع. في عام 1969 قام خياطو سافيل رو بتحديث أسلوب ومنهج خياطة متاجر سافيل رو التقليدية؛ تحديث استمر في التسعينيات مع «الحركة الجديدة حسب الطلب»، التي شارك فيها المصممون ريتشارد جيمس وأوزوالد بواتينج وتيموثي إيفيرست. من المفهوم أن مصطلح «مفصل» كما هو مطبق على الخياطة الدقيقة قد نشأ في سافيل رو، وأصبح يعني قطع البدلة المصنوعة يدويًا.

### بيلوغرافيا
- Anderson, Richard, (2009). Bespoke: Savile Row Ripped and Smoothed. Simon and Schuster. (ردمك 1847378765)
- Black, Barbara (2012). A Room of His Own: A Literary-Cultural Study of Victorian Clubland. Ohio University Press. (ردمك 0821444352)
- Bye, Elizabeth, (2010). Fashion Design. Berg.
- Doggett, Peter, (2010). You Never Give Me Your Money: The Beatles After the Breakup. Random House.
- Glinga, Werner, (1986). Legacy of Empire: A Journey Through British Society. Manchester University Press
- Hill, D. D., (2011). American Menswear: From the Civil War to the Twenty-First Century. Texas University Press
- King, P.S., (1928). Indication of Houses of Historical Interest in London: Volume 4. Jas. Truscott Press / London County Council
- Kingsford, Charles Lethbridge, (1925). The Early History of Piccadilly, Leicester Square, Soho, & Their Neighbourhood. London Topographical Society
- McDermott, Catherine, (2002). Made in Britain. Mitchell Beazley. (ردمك 1840005459)
- Mowl, Timothy, (2007). William Kent: Architect, Designer, Opportunist. Random House
- Musgrave, Eric, (2010). Sharp Suits. Anova Books
- Sheil, Bob, (2012). Manufacturing the Bespoke. John Wiley & Sons
- Sheppard, F.H.W., ed. (1963). "Cork Street and Savile Row Area: Savile Row". Survey of London: vol. 31 and 32, St James Westminster, part 2. London: London County Council
- Slenske, Michael, (2008). London Calling: Riding Around a British Tailor's Bespoke World. Best Life
- Steele, Valerie (2010). The Berg Companion to Fashion. Berg
- Tungate, Mark, (2008). Branded Male. Kogan Page Publishers
- Ben Weinreb, Christopher Hibbert (1983). The London Encyclopaedia. Macmillan
- Piet Schreuders, Adam Smith, Mark Lewisohn (30 June 2008). Beatles London: The Ultimate Guide to Over 400 Beatles Sites in and Around London. Anova Books